# Ferpectamente
Ferpectamente fue el álbum de debut de la banda española de rock Los Enemigos.
El disco fue publicado en 1986 por el sello Grabaciones Accidentales y producido por Paco Trinidad. El título del mismo proviene de la edición en español del cómic "Los laureles del César" de la saga Astérix el Galo, en el que el personaje de Obelix en un momento de borrachera repite varias veces dicha palabra.
En la portada del disco aparece la barra del Bar Velarde, un conocido local de la zona madrileña de Malasaña que durante sus inicios hizo las veces de cuartel general de la banda y en el que podía adquirirse el disco por mil pesetas con caña y tapa de chorizo incluidas. En la portada también aparece por primera vez el mítico porrón diseñado por Josele Santiago, líder de la formación, que a partir de entonces se convertiría en el logo de la misma.

## Lista de canciones
1. Fuagrás - (02:56)
2. Florinda - (02:21)
3. El ataque de los hombres Bruster - (02:25)
4. Dono mi cuerpo - (01:54)
5. Plis plis mi - (01:59)
6. Tengo una casa (tengo) - (02:23)
7. Jacobo que te adobo (la cona) - (01:49)
8. Juan Valdés - (01:44)
9. Complejo - (03:34)
10. Velardestrit bugui - (01:21)
11. Dónde - (02:15)
12. La paella - (02:14)
13. Mátame camión - (01:48)
14. El tren de la costa - (01:28)
15. Gabrielle - (00:55)

## Integrantes
- Artemio Pérez - Percusión, voces en "Juan Valdés" & "Gabrielle"
- Josele Santiago - Guitarra, voces
- Michi González - Bajo